# Guttigadus globosus
Guttigadus globosus är en fiskart som först beskrevs av Paulin, 1986.  Guttigadus globosus ingår i släktet Guttigadus och familjen Moridae. Inga underarter finns listade i Catalogue of Life.